# Stenomacrus tuberculatus
Stenomacrus tuberculatus är en stekelart som beskrevs av Kolarov 1986. Stenomacrus tuberculatus ingår i släktet Stenomacrus och familjen brokparasitsteklar. Inga underarter finns listade i Catalogue of Life.